# /rif
/rif es una banda musical de género pop-rock formada en Bandung, Indonesia en 1995. El grupo se formó por su vocalista y guitarrista Jikun, el batería Maggi, el guitarrista Ovy y el bajista Teddy.
Se dieron a conocer con sus primeros temas musicales como "Radja", "Bunga", "Si Hebat", "Aku Ingin" and "Loe Toe Ye". Todos ellos extraídos de su primer álbum titulado Radja (Rey), lanzado en 1997.
A principios del 2013, lanzan un álbum recopilatorio con temas musicales extraídos de sus álbumes anteriores y entre otras, canciones nuevas como "Party Lagi" y "Aku Tahu Ini Cinta". También cuenta con dos temas musicales de la década de los años 1980 del género rock como la de Ikang Fawzi ("Preman") y Anggun C. Sasmi ("Takut feat. Judika").

Current
- Restu Triandy – lead vocals, occasional guitars (1985–present)
- Adjie Pamungkas – lead guitar, backing vocals (1985–present)
- Maggi Trisandi – drums (1994–present)
- Noviar Rachmansyah – rhythm guitar (2003–present)
- Teddy – bass (2012–present)

Former
- Ardija Hermawan – rhythm guitar (1985–1991); bass (1991–2007)
- Yuke Sampurna – bass (1985–1991)
- Achmad Ibrahim – drums (1985–1994)
- Abdee Negara – lead guitar (1991–1992)
- Bambang Sutrisno – bass (1991)
- Amir Taufik – keyboards (1991–1994)
- Eddy Akbar – rhythm guitar (1991–1993)
- Aria Baron – lead guitar (1992–1994; died 2021)
- Denny Rachman – rhythm guitar (1993–2003)

## Discografía
| Año  | Álbum                     |
| ---- | ------------------------- |
| 1997 | Radja                     |
| 1999 | Salami                    |
| 2000 | Nikmati Aja               |
| 2002 | ...Dan Duniapun Tersenyum |
| 2004 | The Best Of               |
| 2006 | Pil Malu                  |
| 2010 | 7                         |
| 2013 | 18 Years of Rock          |